# David Brown (produtor de cinema)
David Brown (Nova Iorque, 28 de julho de 1916 - Nova Iorque, 1 de fevereiro de 2010) foi um produtor de cinema norte-americano.

## Filmografia
Ele foi produtor de todos os filmes, a menos que indicado de outra forma.

### Filmes
| Ano  | Filme                  | Função             | Notas                     |
| ---- | ---------------------- | ------------------ | ------------------------- |
| 1973 | Sssssss                | Produtor executivo |                           |
| 1973 | The Sting              | Produtor executivo | Não creditado             |
| 1974 | Willie Dynamite        |                    |                           |
| 1974 | The Sugarland Express  |                    |                           |
| 1974 | The Black Windmill     | Produtor executivo |                           |
| 1974 | The Girl from Petrovka |                    |                           |
| 1975 | The Eiger Sanction     | Produtor executivo |                           |
| 1975 | Jaws                   |                    |                           |
| 1977 | MacArthur              | Produtor executivo |                           |
| 1978 | Jaws 2                 |                    |                           |
| 1980 | The Island             |                    |                           |
| 1981 | Neighbors              |                    |                           |
| 1982 | The Verdict            |                    |                           |
| 1985 | Cocoon                 |                    |                           |
| 1985 | Target                 |                    |                           |
| 1988 | Cocoon: The Return     |                    |                           |
| 1989 | Driving Miss Daisy     | Produtor executivo |                           |
| 1992 | The Player             |                    |                           |
| 1992 | Rich in Love           | Co-producer        |                           |
| 1992 | A Few Good Men         |                    |                           |
| 1993 | The Cemetery Club      |                    |                           |
| 1993 | Watch It               | Produtor executivo |                           |
| 1995 | Canadian Bacon         |                    |                           |
| 1997 | The Saint              |                    |                           |
| 1997 | Kiss the Girls         |                    |                           |
| 1998 | Deep Impact            |                    |                           |
| 1999 | Angela's Ashes         |                    |                           |
| 2000 | Chocolat               |                    |                           |
| 2001 | Along Came a Spider    |                    | Filme final como produtor |

### Televisão
| Ano  | Título                            | Função             | Notas         |
| ---- | --------------------------------- | ------------------ | ------------- |
| 1987 | CBS Summer Playhouse              | Produtor executivo |               |
| 1990 | Women & Men: Stories of Seduction |                    | Filme para TV |
| 1991 | Women & Men 2                     |                    | Filme para TV |
| 1996 | A Season in Purgatory             | Produtor executivo |               |
| 2002 | Framed                            | Produtor executivo | Filme para TV |